# Epidendrum blancheanum
Epidendrum blancheanum är en orkidéart som beskrevs av Ignatz Urban. Epidendrum blancheanum ingår i släktet Epidendrum och familjen orkidéer. Inga underarter finns listade i Catalogue of Life.